# Fiat Regata
O Regata é um sedan médio da Fiat lançado em 1982. Quando saiu de linha em 1990, deu lugar ao Fiat Tempra, considerado na época de seu lançamento um carro bastante luxuoso, e ao mesmo tempo com um preço acessível nas versões básicas. O Fiat Regata tinha motor 2.0 com carburador, motor que seu sucessor, o Tempra, herdou quando lançado.
O Fiat Regata foi pioneiro em usar um sistema  Start/Stop em 1982 na versão ES (de Energy Saving), sistema esse que apesar de confiável não vingou.

## História

### 1983
O Regata, apresentado no Salão Automóvel de Frankfurt em setembro de 1983, foi desenvolvido a partir do Ritmo pré-facelift (que era conhecido nos mercados do Reino Unido e dos Estados Unidos como Fiat Strada) e utilizava quase todos os componentes mecânicos, embora a distância entre eixos fosse ligeiramente esticada.

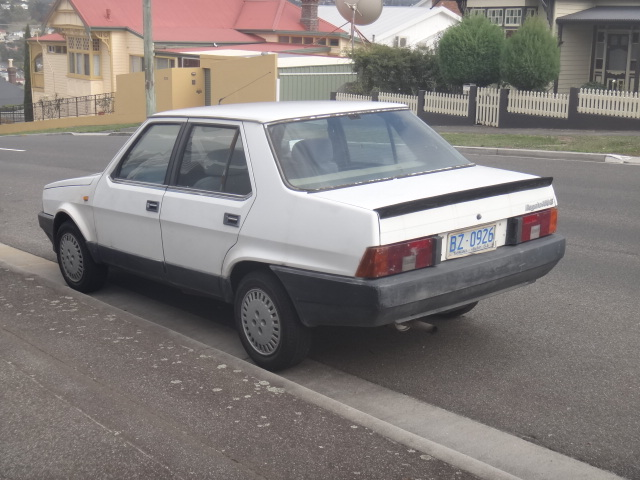
O Regata S da Austrália

Com um design convencional de quatro portas e três caixas, ele tinha muito pouca semelhança externa com o Ritmo original, embora sugerisse fortemente a aparência do facelift de 1982 para aquele carro. No mercado sueco, o carro era chamado de "Regatta", já que Regata era desconfortavelmente próximo de um termo depreciativo para uma mulher autoritária.
O mesmo nome foi usado em mercados da América Latina. Os motores oferecidos também eram semelhantes, sendo os quatro em linha de 1301 cc com 68 CV (50 kW; 67 CV) (Regata 70) e o modelo de 1498 cc com 82 CV (60 kW; 81 CV) (Regata 85).
Ambos eram motores SOHC. Um DOHC 1585 cc em linha quatro classificado a 100 PS (74 kW; 99 hp) (Regata 100) também estava disponível, assim como dois motores diesel SOHC, um 1714 cc reto quatro classificado a 58 PS (43 kW; 57 hp) (Regata D) e uma versão de 1929 cc avaliada em 65 PS (48 kW; 64 hp) (Regata DS), a última das quais foi adicionada em 1984.
Após quatorze meses, o diesel representou cerca de trinta por cento do Regatas produzido. O Regata 100, como modelo top, era bem equipado e vinha com um "painel de controle", um dos primeiros computadores de bordo que fornecia informações sobre o consumo de combustível, velocidade média, alcance, seleção de marcha ideal, etc.
Um modelo de economia chamado "ES" ("Economia de Energia") também estava disponível, apresentando um sistema start-stop antecipado. Apresentava algumas modificações de detalhe na aerodinâmica, um motor de 1301 cc (avaliado em 65 PS (48 kW; 64 hp)) otimizado (maior taxa de compressão e diferentes tempos de válvula), um sistema de desligamento do motor (em marcha lenta) e ignição eletrônica.
Além das versões de preço mais baixo, uma transmissão manual de cinco velocidades veio como padrão.
A propriedade Regata Weekend foi introduzida em novembro de 1984. Estava disponível com todos os motores oferecidos no sedan, embora não houvesse transmissão automática opcional disponível no Regata Weekend. O Weekend substituiu o 131 Panorama, que havia sido mantido em produção ao lado do Regata.
Ele apresentava um pára-choque traseiro dobrável, permitindo um acesso mais fácil à área de carga e dobrando como um assento capaz de suportar 150 kg (330 lb) quando dobrado.
A suspensão e os freios foram aumentados para lidar com o peso extra. Ao lado, havia também um derivado de van envidraçado de dois lugares chamado Marengo, disponível apenas com o motor a diesel maior. O Marengo fez sua estreia na feira de veículos comerciais de Bruxelas no início de 1985.

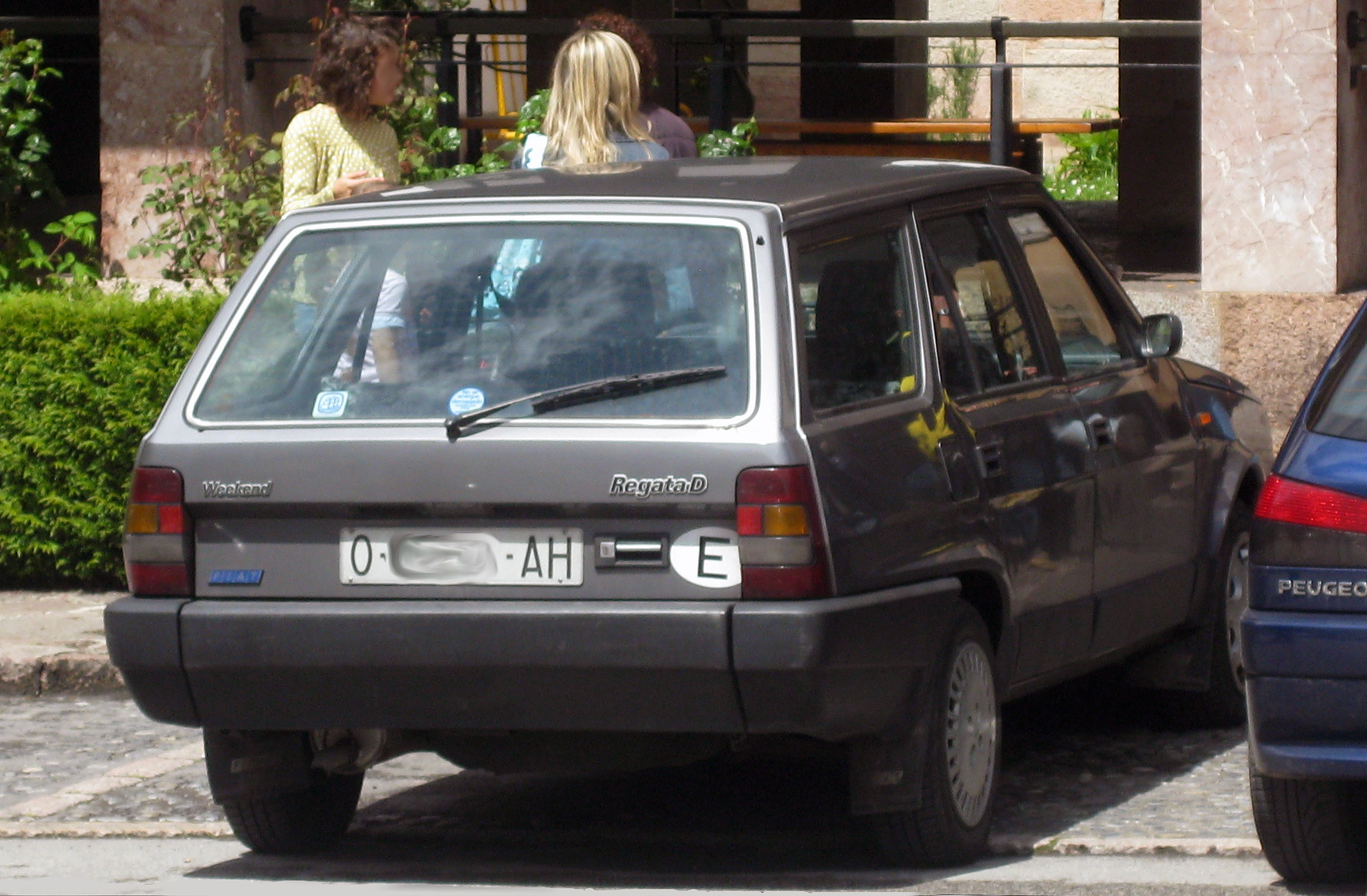
O Regata Weekend de 1986

### 1986
Uma atualização de meia idade foi realizada em abril de 1986, na qual vários pequenos detalhes foram alterados, mais notavelmente novas portas com uma linha de janela alterada. Novas maçanetas, grade, pára-choques e acabamento das rodas também foram apresentados.
O motor de 1.585 cc ganhou injeção de combustível para se tornar o 100S, isto é (também disponível com um conversor catalítico, perdendo alguma potência e se tornando o 90i.e.), enquanto uma unidade catalisada e injetada de combustível de 1.498 cc alimentou o 75i.e. O 85 Automatic também foi substituído pelo 70 Automatic com um motor de 1,3 litros avaliado em 65 CV (48 kW; 64 CV).
Os modelos movidos a diesel também mudaram ligeiramente. Um motor turbodiesel de 1.929 cc de 80 cv (59 kW; 79 cv) foi introduzido (com o emblema Regata Turbo DS), enquanto a unidade de 1.714 cc caiu em capacidade para 1.697 cc (mas ganhou potência para 60 cv (44 kW; 59 cv) e reduziu consumo de combustível).
Este modelo foi simplesmente denominado Regata D. O peso também foi ligeiramente reduzido. A produção deixou de ser continuado em fevereiro de 1990, quando o Tempra foi introduzido.

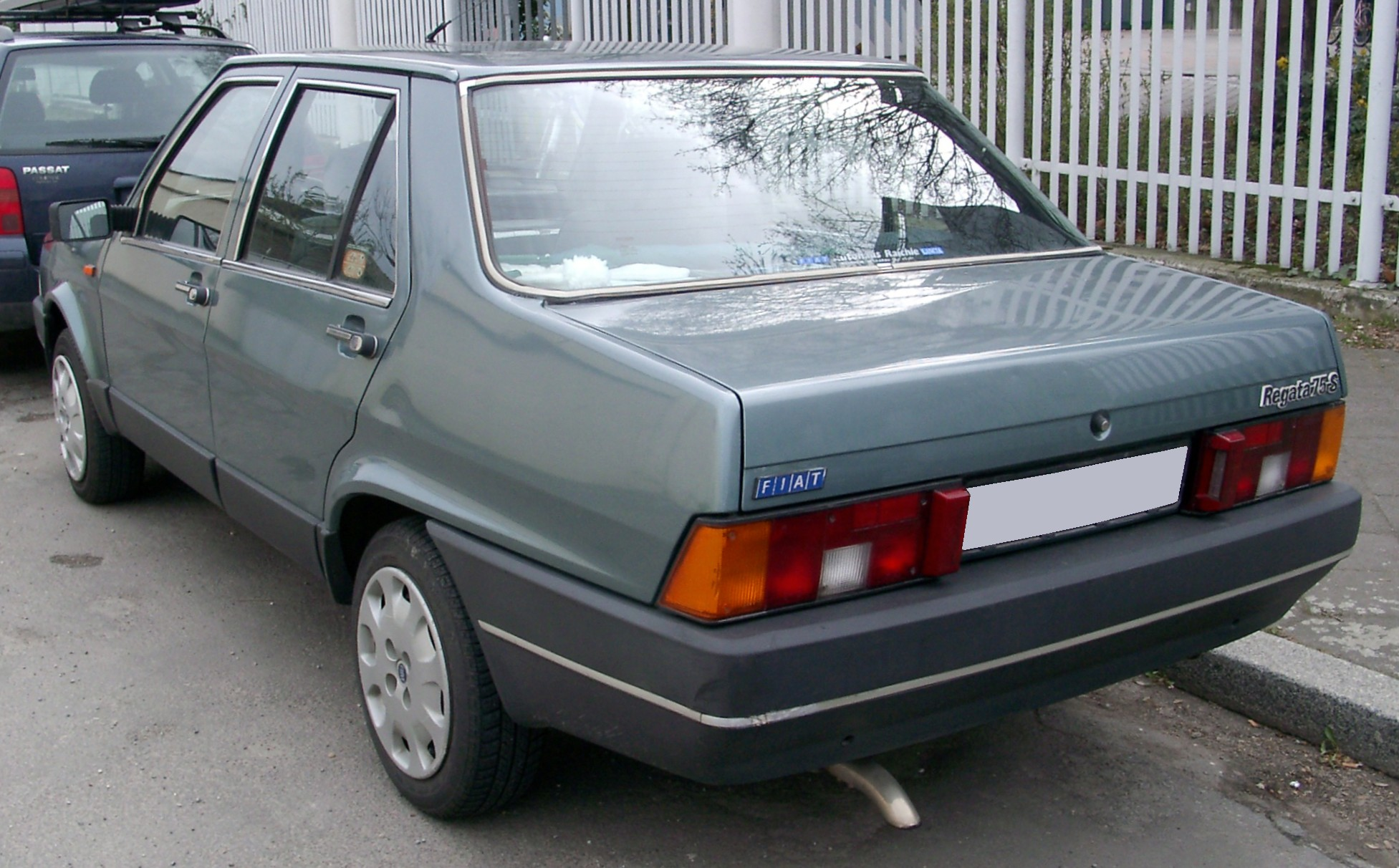
O Regata europeu de 1990

### Produção da Sevel
O Regata iniciou a produção pela Sevel da Argentina em 1985, onde a produção continuou até 1995. 56.789 unidades foram construídas na Argentina, com exportações limitadas para selecionar países da América do Sul com menores barreiras de entrada, como Venezuela e Chile. Como na Suécia, o carro foi chamado de Regatta na América Latina. Ao contrário de suas irmãs europeias, o carro era considerado um tanto sofisticado na América Latina.
O Regatta 85 recebeu 82 cv (61 kW) de 1,5 litros, enquanto o 100S veio com 100 cv (75 kW) de 1,6 litros. Junto com uma reforma em 1987, o Twincam 2000 substituiu o 100S, carregando o mesmo nível de equipamento, mas com o motor Twin Cam de dois litros maior do Croma com mais 10 cv e consideravelmente mais torque.
O Regata 2000 conseguiu o sprint de 0–100 km / h em 9,8 segundos e tinha um spoiler traseiro. O Regatta 85 mudou de nome, passando a ser Regatta 1.5 S (Super) e SC (Super Confort).
Um facelift mais completo em 1988 produziu a Regatta Edición II. Os motores permaneceram os mesmos até o ano modelo de 1990, quando ambos os motores foram substituídos pelo motor de 88 cv (65 kW) 1581 cc do Fiat Tipo. Mais tarde, um 1.4 S mais barato usando o motor Tipo de 1372 cc, com 63 cv (47 kW), foi adicionado à linha.
A produção terminou em 1995, quando o Regata foi substituído pelo Tempra também na América Latina. O Regatta Weekend (Station Wagon) também foi produzido na Argentina entre 1986 e 1992, disponível apenas com o motor 1.5 inicialmente. Nos últimos três anos, ele foi substituído pelo motor de 1,6 litros do Tipo.

## Papéis em filmes
O Regata teve forte destaque no filme Gung Ho de 1986, centrado em uma (fictícia) fabricante de automóveis japonesa que reabriu uma fábrica de automóveis fechada em uma cidade fictícia do oeste da Pensilvânia. Os carros produzidos pela Assan Motors eram na verdade Fiat Regatas (e Fiat 147s) em vários estágios de conclusão. As filmagens da fábrica aconteceram na fábrica da Fiat em El Palomar, Argentina.
A Regata também foi destaque no National Lampoon's European Vacation. Quando os Griswolds vão para Roma, eles alugam um carro sem saber de dois vilões, que apenas esconderam o balconista da agência de viagens no porta-malas do referido veículo.